# Interstate 69
Die Interstate 69 (Abkürzung I-69) ist ein Teil des Interstate-Highwaysystems in den Vereinigten Staaten. Sie besteht aktuell aus zehn voneinander getrennten Abschnitten mit einem ursprünglichen Abschnitt von Indianapolis, Indiana nach Nordwesten zur kanadischen Grenze in Port Huron, Michigan, der 355,8 Meilen (572,6 km) lang ist. Die verbleibenden, voneinander getrennten Abschnitte sind unterschiedlich fertiggestellte und nur teilweise beschilderte Abschnitte einer Erweiterung zur mexikanischen Grenze in Texas. Von dieser Erweiterung, deren Spitzname NAFTA Superhighway ist, da sie den Handel mit Kanada und Mexiko, der durch das North American Free Trade Agreement angekurbelt wird, vereinfachen würde, wurden fünf Abschnitte in der Nähe von Corpus Christi, Houston, im nordwestlichen Mississippi, Memphis und Evansville gebaut und als I-69 beschildert. Ein sechster Abschnitt durch Kentucky, der auf existierenden Straßen und Abschnitten der I-24 läuft, wurde vom Kongress 2008 gegründet, aber nur ein Teil ist beschildert. Dadurch beträgt die gesamte Länge 720 Meilen (1.160 km).
Im August 2007 wurde die I-69 vom United States Department of Transportation als eine von sechs unbedingt benötigen Verkehrsachsen ausgewählt, wodurch sie zusätzliche Geldmittel vom Staat erhalten kann. Diese Geldmittel wurden jedoch bislang zurückgehalten, wodurch sich die Fertigstellung stellenweise um mehrere Jahrzehnte verzögern wird.

## Routenbeschreibung
Die I-69 besteht aktuell aus mehreren voneinander getrennten Abschnitten:
- Ein 1,4-Meilen-(2,3 km)-Abschnitt von US 59 in Laredo, Texas, zwischen der World Trade International Bridge und der I-35, als I-69W
- Ein 53,3-Meilen-(85,8 km)-Abschnitt des US 77 von der Veterans International Bridge in Brownsville, Texas nach Raymondville, Texas als I-69E[2]
- Ein 18-Meilen-(29 km)-Abschnitt des US 281 von der I-2 in Pharr, Texas nach Edinburg, Texas, als I-69C[2]
- Ein 7,8-Meilen-(12,6 km)-Abschnitt des US 77 in der Nähe von Corpus Christi, Texas, als I-69E[2]
- Zwischen Rosenberg, Texas und Cleveland, Texas. Die I-69 folgt dabei dem Streckenverlauf der US 59.
- Ein 42-Meilen-(68 km)-Abschnitt von Tunica Resorts, Mississippi in die Innenstadt von Memphis, Tennessee. In Tennessee ist die Straße nicht mehr als I-69 ausgeschildert.
- Auf den ausgebauten Straßen des Kentucky Parkway System. Zwischen Nortonville und Calvert City läuft sie mit der I-24 zusammen auf einer Trasse.
- Ein 137-Meilen-(220 km)-Abschnitt von Martinsville, Indiana nach Evansville, Indiana. Der Abschnitt südlich der I-64 enthält dabei die ehemalige Interstate 164.
- Abschnitte des Indianapolis beltway (I-465), die jedoch nicht als I-69 markiert sind

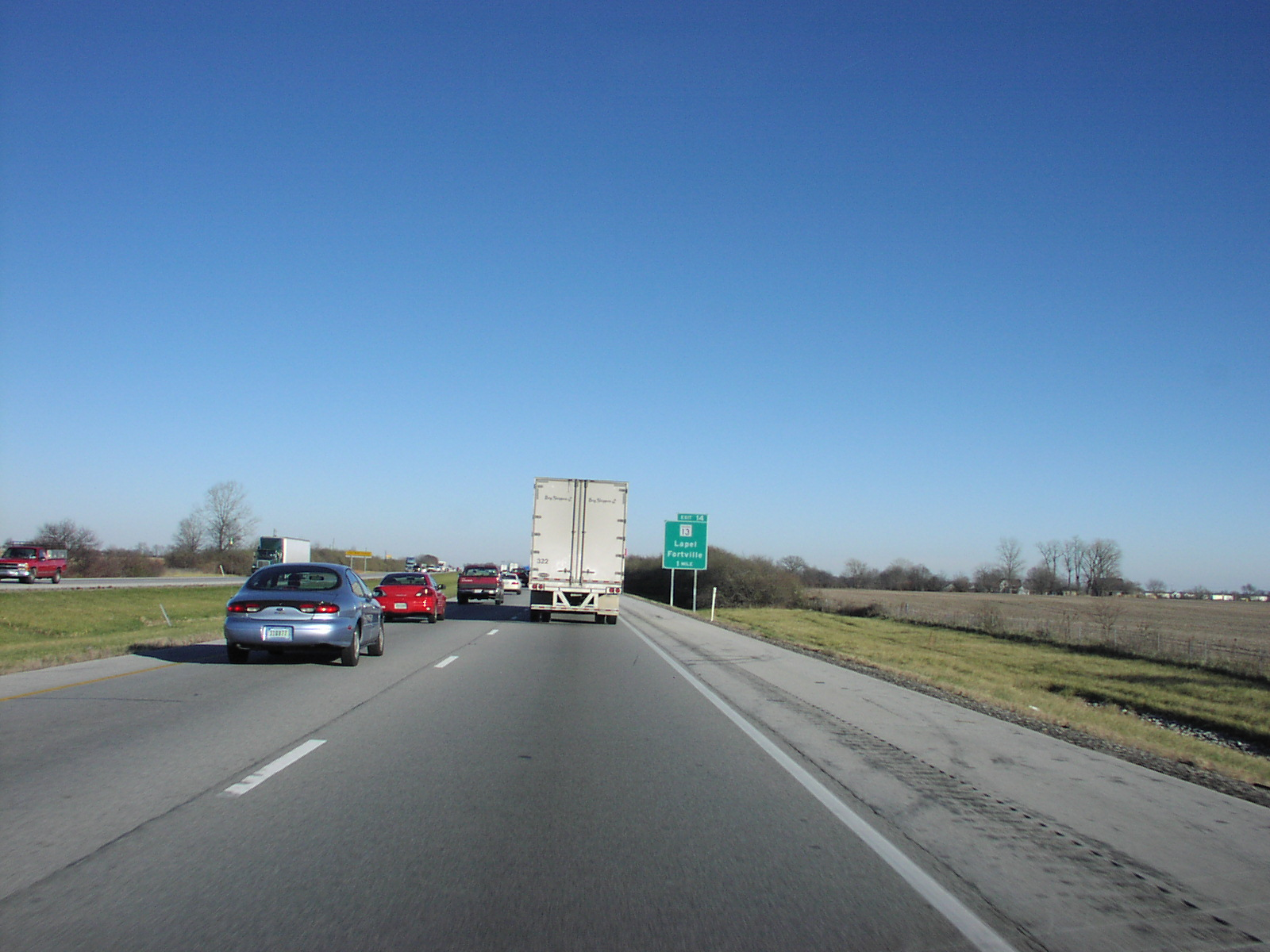
I-69 kurz nach Indianapolis in der Nähe von Pendleton

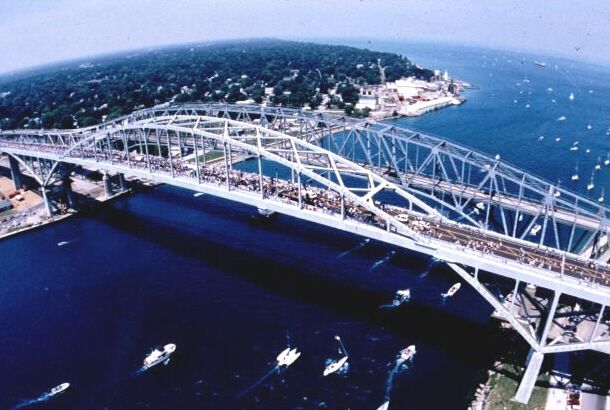
Das nördliche Ende der I-69 an der Blue Water Bridge an der Grenze zu Kanada in Port Huron, Michigan, die die Straße mit dem Ontario Highway 402 in Sarnia verbindet

- Der ursprüngliche Abschnitt von Indianapolis, Indiana zur Blue Water Bridge in Port Huron, Michigan

| Meilen | km   | Staat       |  |
|        |      |             |  |
| 167    | 268  | Texas       |  |
|        |      | Louisiana   |  |
|        |      | Arkansas    |  |
| 21     | 34   | Mississippi |  |
| 21     | 34   | Tennessee   |  |
| 148    | 238  | Kentucky    |  |
| 315    | 507  | Indiana     |  |
| 202    | 326  | Michigan    |  |
|        |      |             |  |
| 874    | 1407 | Total       |  |

Der ursprüngliche Abschnitt beginnt in Indianapolis an einem Autobahnkreuz mit der Interstate 465, der Ringstraße um Indianapolis, im nordöstlichen Stadtgebiet. Danach richtet sich die I-69 nach Anderson im Nordwesten. Von dort läuft sie an Muncie und Marion vorbei nach Fort Wayne. Dort verläuft sie durch das westliche Stadtgebiet, während die bislang einzige beschilderte Auxiliary Route der I-69, die I-469, östlich von Fort Wayne verläuft. Nachdem sie die dort übereinanderliegenden Interstates 80 und 90, die in Indiana Mautstraßen sind, unterquert hat, passiert die I-69 die Grenze zu Michigan in der Nähe von Kinderhook.
In Michigan passiert sie zuerst Coldwater und Marshall, wo sie auch die I-94 kreuzt. In der Nähe von Olivet beginnt der Highway, nordöstlich in Richtung der Bundesstaatshauptstadt Lansing zu verlaufen. Dort überlappt sich die I-69 mit der I-96 westlich der Stadt für ein kurzes Stück. Nach dem Ende dieses Abschnitts läuft die I-69 östlich in Richtung Flint. Dort kreuzt sie die I-75. Kurz vor der kanadischen Grenze in Port Huron trifft sie noch auf die I-94, mit der zusammen sie auf der Blue Water Bridge über dem St. Clair River endet. Der Highway wird in Kanada vom Highway 402 in der Provinz Ontario fortgesetzt.
Der neue Abschnitt der I-69 im südlichen Indiana beginnt aktuell an einem Kreuzungspunkt der U.S. Route 41 südlich von Evansville am ehemaligen südlichen Endpunkt der durch die I-69 ersetzten Interstate 164. Von dort verläuft sie zuerst östlich und dann nördlich. Nördlich von Elberfeld trifft sie auf die Interstate 64. Ab dort verläuft sie nordöstlich in Richtung Indianapolis. Dabei ist der Abschnitt von Martinsville nach Indianapolis noch nicht als I-69 beschildert, da er zuerst noch kreuzungsfrei nach Interstate-Highway-Standards ausgebaut werden muss.
Der Abschnitt in Mississippi und Tennessee beginnt in Banks im Tunica County. Die I-69 verläuft dort östlich zu einem Autobahnkreuz mit der I-55, mit der sie gemeinsam Richtung Norden zur Grenze zu Tennessee verläuft. Dort endet aktuell der ausgeschilderte Abschnitt, doch die I-69 verläuft noch weiter nach Memphis, wenn auch nur auf dem Papier.

## Geschichte

### Ursprüngliche Strecke

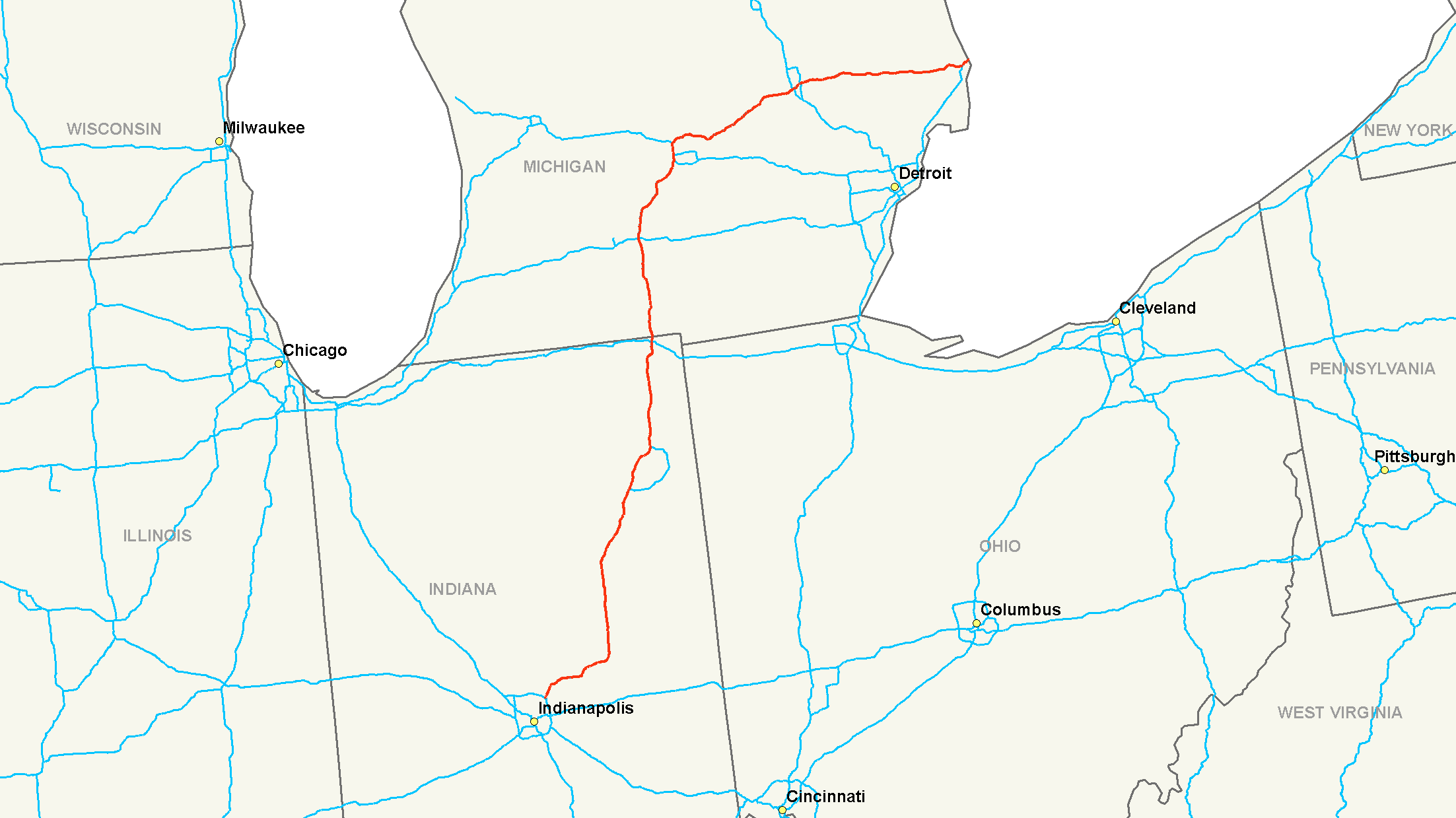
Karte der ursprünglichen I-69

Eine Straße von Indianapolis nach Nordosten zu den Interstate Highways 80 und 90 über Fort Wayne wurde zum vorgeschlagenen Interregional Highway System um 1940 hinzugefügt. Anders als die meisten anderen Straßen wurde sie nicht entlang eines bereits existierenden U.S. Highway geplant, außer nördlich von Fort Wayne, wo sie die ehemalige Trasse des US 27 benutzt.
Die Strecke erhielt ihre Bezeichnung als I-69 1957. Durch den Federal-Aid Highway Act im Jahr 1968 sollten zusätzliche 1,500 Meilen (2,400 km) zum Interstate Highway System hinzugefügt werden, dazu gehörte auch ein 156-Meilen-(251 km)-Abschnitt der I-69 nordöstlich nach Lansing,  Flint und Port Huron. Dennoch wurde zuerst nur die Strecke bis zur I-475 in Flint genehmigt. Die Fortsetzung nach Port Huron wurde im Februar 1987 genehmigt. Michigans 1,241-Meilen-(1,997 km)-Abschnitt wurde 1992 mit der Eröffnung des letzten Abschnitts zwischen der I-96 und Charlotte fertiggestellt.

### Erweiterte Strecke
Der Intermodal Surface Transportation Efficiency Act von 1991 enthielt zwei High Priority Corridors, die später ein Teil der landesübergreifenden I-69 werden sollten:
- von Indianapolis nach Memphis über Evansville, Indiana. (Corridor 18)
- Die US 59 von der mexikanischen Grenze in Laredo, Texas über Houston nach Texarkana, Texas (Corridor 20)

1993 wurde Korridor 18 im Department of Transportation and Related Agencies Appropriations Act neu von Indianapolis über Evansville, Memphis und Shreveport nach Houston deklariert. Der National Highway System Designation Act von 1995 beschrieb die Route noch genauer und erklärte, dass sie neue Teile des Interstate System werden sollten, sobald sie die dafür benötigten Standards erreichen. Das Gesetz gab dem den Korridoren jedoch noch keine Interstate-Nummern.
Der Transportation Equity Act for the 21st Century (TEA-21), der 1998 in Kraft gesetzt wurde, erweiterte den Korridor 18, sodass er die gesamte I-69 umfasst, sowie auch die I-94 zwischen Port Huron und Chicago. Eine Verbindung nach Pine Bluff in Arkansas wurde hinzugefügt und die Erweiterung zum Lower Rio Grande Valley im südlichen Texas wurde südlich von Victoria in zwei Teile gespalten, wobei die eine Route dem US 77 und die andere dem US 59 und dem US 281 zum Rio Grande folgt. Zudem wurde den Korridoren 18 und 20 die Nummer I-69 gegeben, respektive I-69W, I-69C und I-69E.

#### Opposition und Kontroverse
Umweltschützer sehen den Bau der I-69 zwischen Evansville und Indianapolis kritisch, da sie durch Feuchtgebiete, Agrargebiete, Wälder und empfindliche Karstgebiete führt, was das Grundwasser verschmutzen soll und die seltenen Tiere, die dort leben, noch mehr gefährdet. Finanzkonservative sind ebenfalls gegen die Fertigstellung, da die Bundesregierung keinen Finanzierungsmechanismus vorsieht, um die geschätzten Kosten von 25 Milliarden Dollar zu decken, so dass es den Staaten überlassen bleibt, wie sie den Bau finanzieren. Drei Bundesstaaten (Louisiana, Mississippi und Tennessee) haben angekündigt, dass sie ihre Abschnitte des I-69 nicht bauen werden, bis der Kongress Geldmittel für die Durchführung von Umweltstudien, die Planung und den Bau in den einzelnen Bundesstaaten bewilligt hat.

## Geplante Erweiterung

### Bisheriger Fortschritt
Am 6. Juni 2008 unterschrieb George W. Bush den Plan, dass der Purchase Parkway in Kentucky zur zukünftigen I-69 gehören sollte. Beamte von Kentucky planten auch, Schilder auf dem Pennyrile Parkway und dem Western Kentucky Parkway aufzustellen, aber die Federal Highway Administration (FHWA) genehmigte nicht, die ganze Strecke zu beschildern. Kentucky nahm an seinen Parkways dennoch kleine Bauarbeiten vor, um sie auf Interstate-Highway-Standards zu bringen. Währenddessen machte Indiana den südlichen Abschnitt ihrer Strecke zu einer Mautstraße, hob die Maut 2006 jedoch wieder auf, da es große Opposition gegen die Maut gab. 2016 waren vier Abschnitte in Texas in Bau, sowie der Abschnitt in Indiana zwischen Martinsville und Indianapolis, Abschnitte in Tennessee und ein kleines Stück in Arkansas (Monticello Bypass). Abschnitte dieser Strecken sind seit 2007 eröffnet.

### Verspätete Erweiterungen
Obwohl die Bundesregierung eine Erweiterung der Strecke von Indiana nach Texas vorsah, finanzierte sie sie nicht. Trotz der Genehmigung vieler Abschnitte wurden aufgrund zu hoher Kosten nur  wenige fertiggestellt. Deshalb kündigten viele Bundesstaaten an, dass der Bau des Highways ohne Mauten als Finanzierungsmittel nicht möglich sei. Eine Brücke über den Ohio River zwischen Indiana und Kentucky konnte 2004 nicht fertiggebaut werden, da beiden Staaten die Geldmittel fehlten. 2016 einigten sie sich darauf, Umweltstudien neuzustarten und eine Finanzierungslösung für die Brücke zu entwickeln. Tennessee und Mississippi haben wegen fehlender Finanzierung den Bau der I-69 teilweise bis auf weiteres unterbrochen. Arkansas hat mit Ausnahme des Monticello Bypasses die Bauarbeiten ebenfalls unterbrochen.

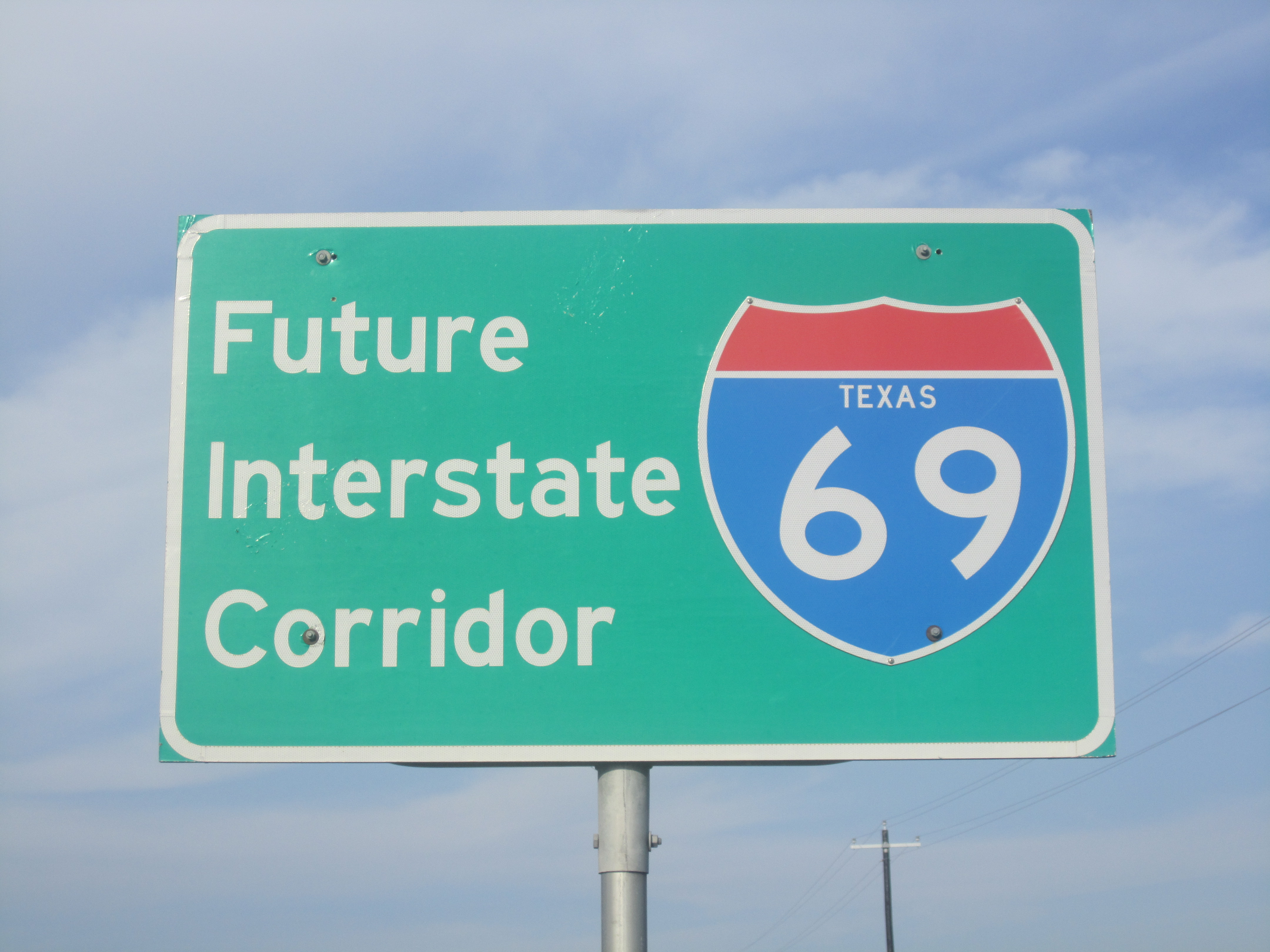
Die aktuelle US 59 soll zur I-69W werden; Bild östlich von Laredo, Texas

### Aktueller Fortschritt und Zukunft
Texas, Kentucky und Indiana haben langsam den Bau der I-69 mit traditionellen, aber auch neuen Finanzierungsmethoden wie Öffentlich-privaten Partnerschaften vorangetrieben. Im Dezember 2018 wurde der Plan angekündigt, eine neue Mautbrücke über den Ohio River zwischen Indiana und Kentucky zu bauen.
2021 kündigte Tennessee an, dass die Bauarbeiten an einem Interstate-Abschnitt im nordwestlichen Gebiet des Bundesstaates fortgesetzt werden sollen, um die Straße an die I-55 westlich des Mississippi anzubinden. Das würde eine direkte Verbindung nach Memphis ergeben, die aufgrund eines fehlenden Abschnittes weiter südlich aktuell noch nicht besteht. Wegen fehlender Finanzierung wurden die Bauarbeiten fast vier Jahre unterbrochen. Die Strecke soll von der nördlichen Grenze Tennessees nach Dyersburg verlaufen, wo sie sich mit der I-155 trifft, die ein Zubringer zur I-55 ist, die südlich nach Memphis verläuft.

### Texas

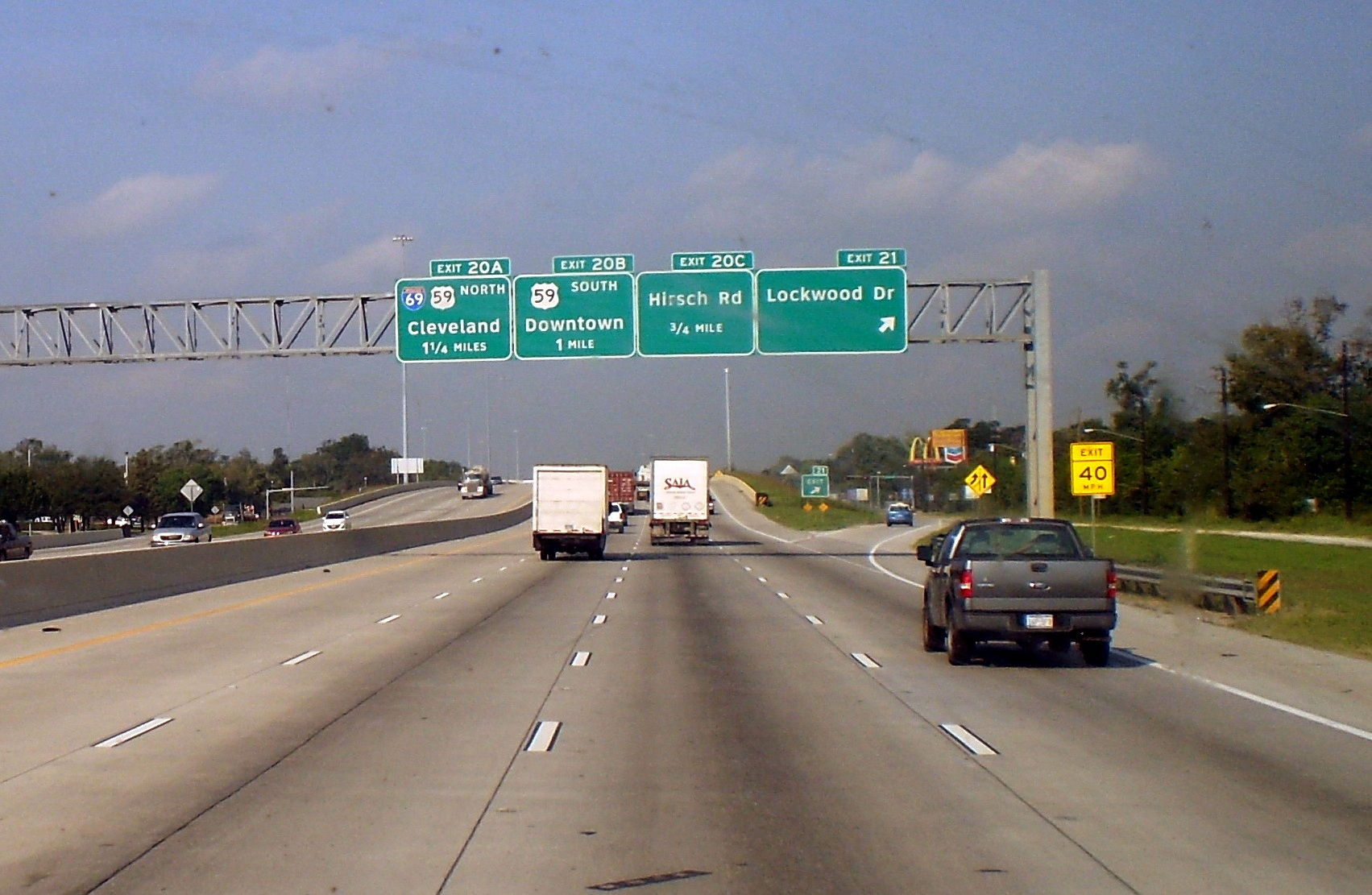
Schild zu einem Autobahnkreuz mit der I-69 auf der I-610, einem Autobahnring um Houston

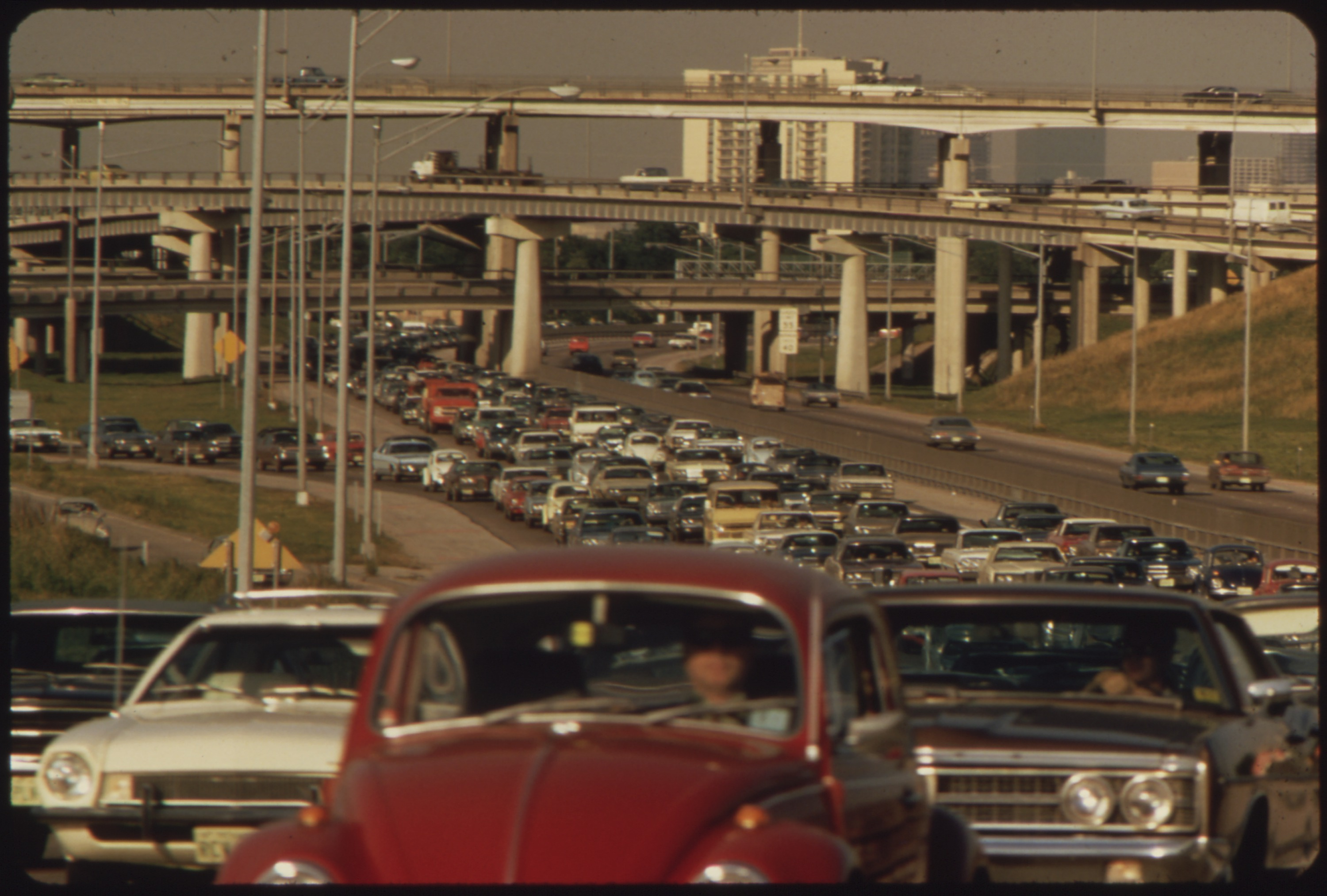
Der Southwest Freeway, der jetzt die I-69 ist, in Houston, 1972

In Texas gehört die I-69 mittlerweile zum Trans-Texas Corridor (TTC). Dieser Teil des TTC, der I-69/TTC genannt wird, enthält die I-69 und alle ihre Nebenstrecken (Spur Routes). Die Strecke wird von drei Grenzen in Laredo, Pharr und Brownsville, entlang US 59, US 281 und US 77 in Richtung Victoria verlaufen. Nachdem sich die drei Straßen getroffen haben, wird die I-69 der US 59 durch Houston nach Tenaha folgen, wo sie östlich in Richtung Louisiana auf dem US 84 verlaufen soll. Ein Zubringer (I-369) soll von Tenaha auf dem US 59 nach Texarkana zu den Interstates 30 und 49 verlaufen. Große Teile der geplanten Abschnitte existieren in Texas schon als zweistreifige Straßen.
Wegen großer Opposition kündigte Texas im Juni 2008 an, dass die I-69 anstelle von Neubauten durch Ausbauen der Straßen US 59, US 77 und US 281 in ländlichen Gebieten fertiggestellt werden soll. Um Städte sollen Umfahrungen entstehen. Finanziert werden soll die Fertigstellung durch Privatsektorinvestitionen. Die ausgebauten U.S. Highways sollen dabei mautfrei bleiben, anders als einige der Stadtumfahrungsstraßen.
Ein Ziel der Bauarbeiten war es, dass geeignete Abschnitte so bald wie möglich als I-69 deklariert werden sollten. Deshalb wurde 2011 ein Sechs-Meilen-(9,7 km)-Abschnitt des US 77 zwischen der I-37 und dem State Highway 44 in der Nähe von Corpus Christi für die I-69-Beschilderung freigegeben. 2013 wurde der Abschnitt in I-69E umbenannt.
Am 18. Mai 2012 wurde ein 35-Meilen-(56 km)-Abschnitt der US 59 von der I-610 in Houston zur Fostoria Road im Liberty County als bereit für die I-69-Beschilderung deklariert.
Am 29. Mai 2013 gab die TTC-Organisation die Genehmigung zur Beschilderung fertig ausgebauter Abschnitte der US 77 und US 281 als I-69, wobei der US-77-Abschnitt als I-69E und der US-281-Abschnitt als I-69C deklariert werden soll.

Der Abschnitt des US 59, der sich mit der I-610 kreuzt, wurde 2015 für die Umbenennung freigegeben.

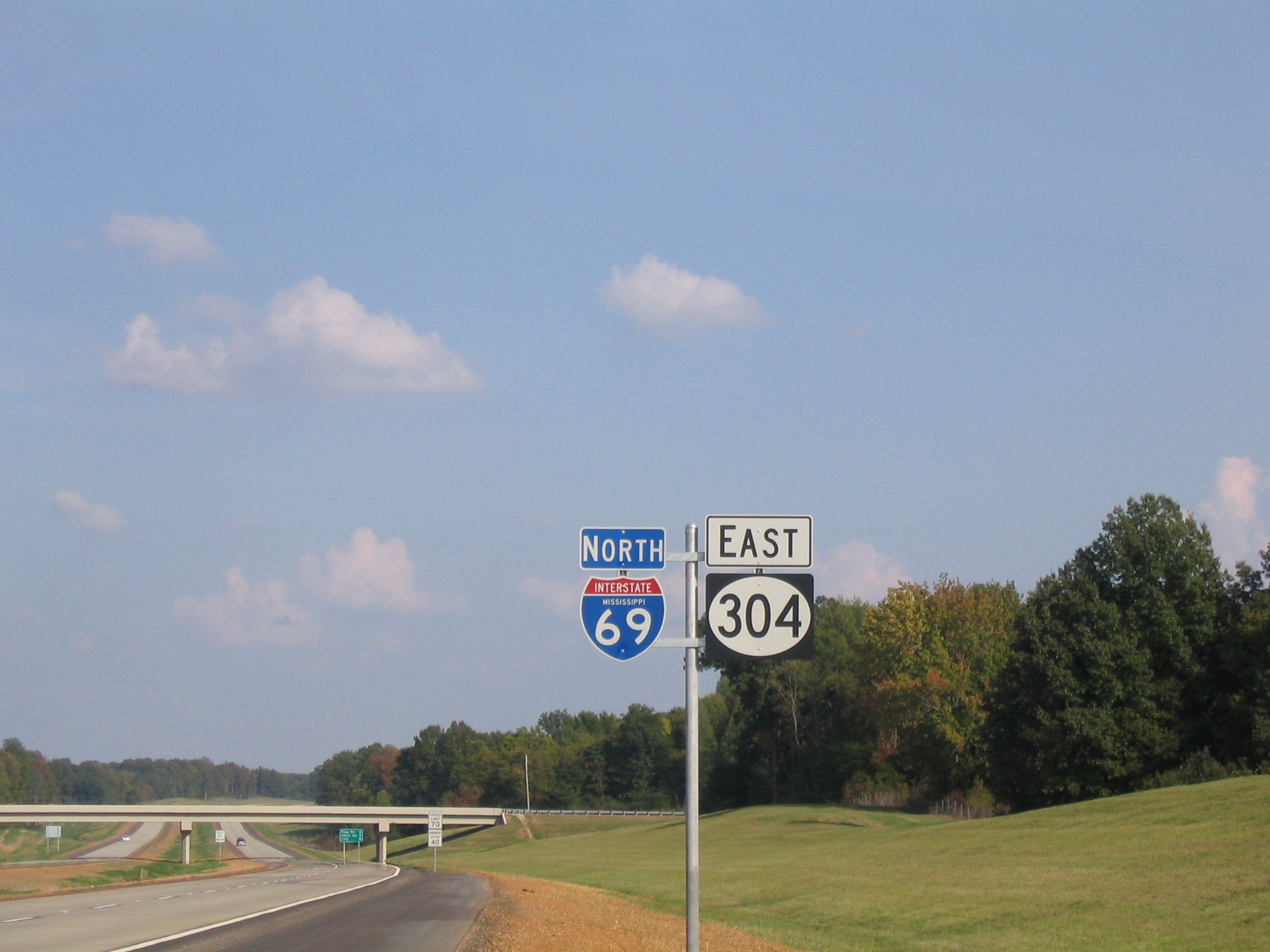
Ein Abschnitt der I-69 zusammen mit der Mississippi State Route 304

### Louisiana, Arkansas und Mississippi

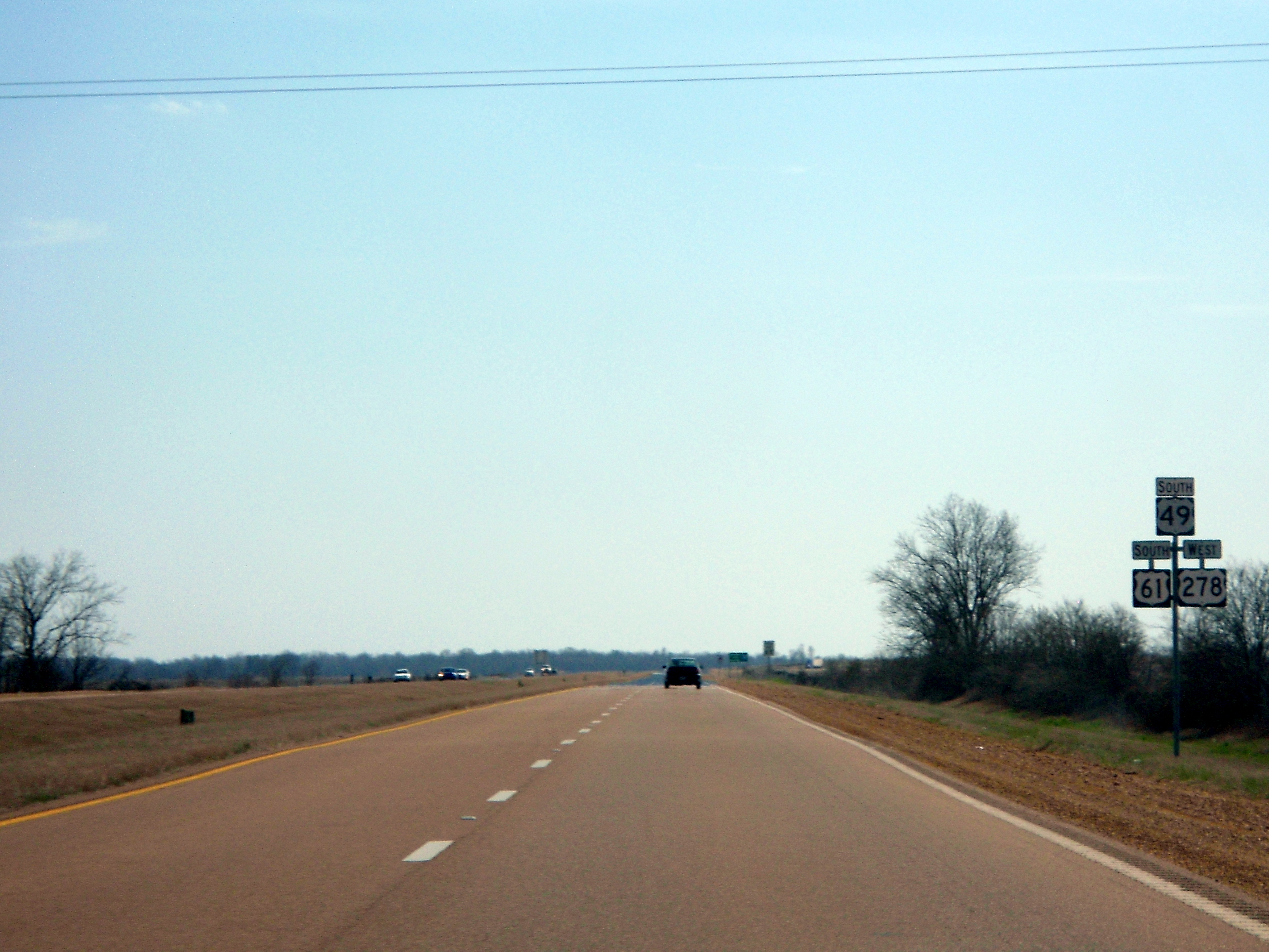
Die künftige I-69 auf einer Strecke in Clarksdale, Mississippi, auf der jetzt die Highways US 49, US 61 und US 278 verlaufen.

Der fast 350 Meilen (560 km) lange Abschnitt der I-69 von Louisiana nach Mississippi soll auf einer komplett neuen Trasse gebaut werden, die teilweise parallel zu bereits existierenden U.S.- und State Highways verlaufen soll. In diesen Bundesstaaten ist erst ein Abschnitt fertiggebaut, nämlich in Mississippi von Tunica Resorts am Mississippi River nordwärts in den Bundesstaat Tennessee bis Memphis. Die Strecke verläuft im Großraum Memphis teilweise zusammen mit der I-55. Die Beschilderung dieses 2006 eröffneten Abschnitts als I-69 fand 2007 statt.

### Tennessee, Kentucky und südliches Indiana

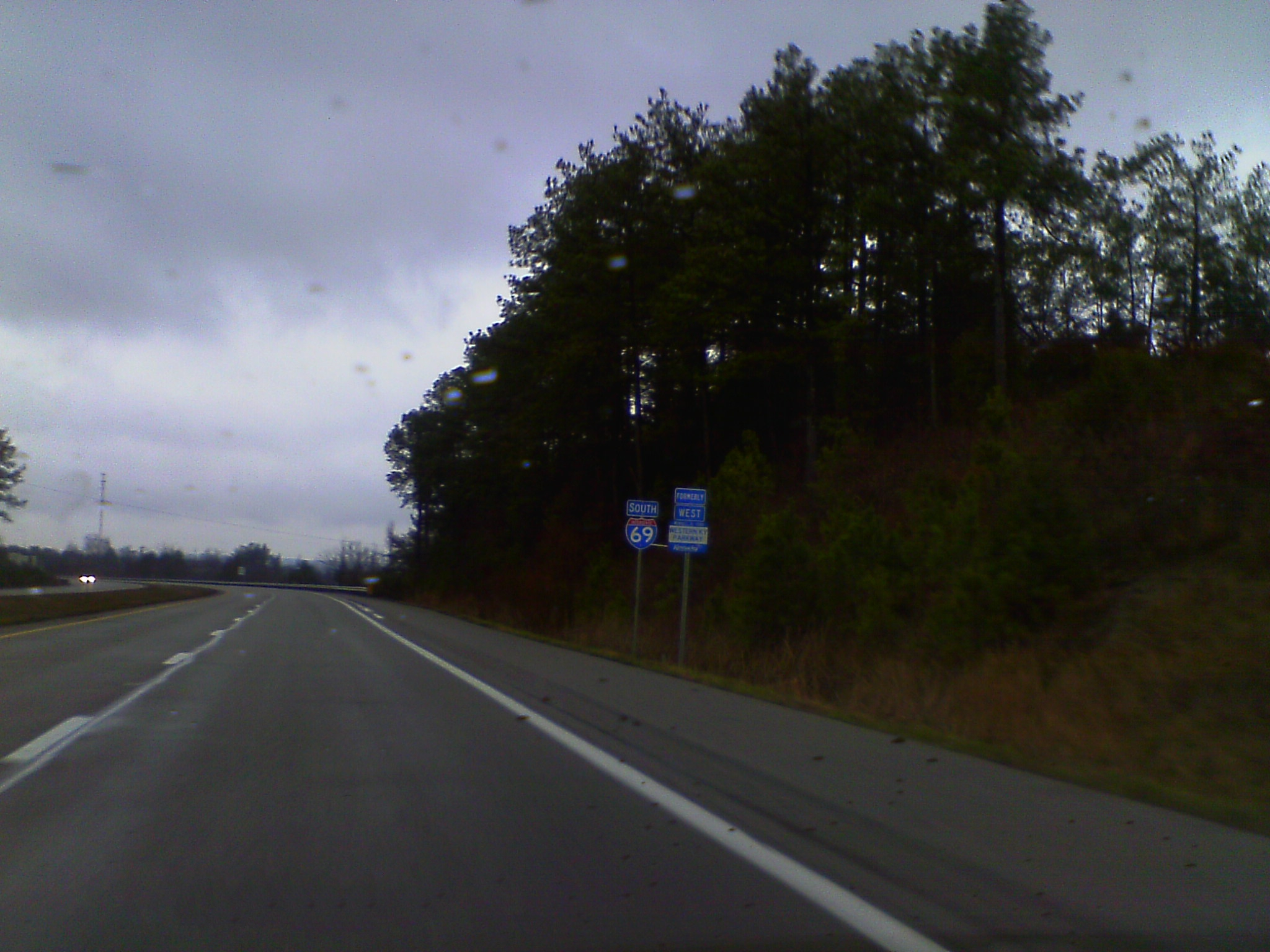
Die I-69 mit dem Western Kentucky Parkway nahe Dawson Springs, Kentucky

Der Großteil der Strecke in diesen Bundesstaaten soll durch Ausbauen bereits bestehender Straßen geschehen.
Hinter der Grenze zu Mississippi in Memphis folgt die Strecke den Interstates 55, 240 und 40 und danach der US 51 nach Millington. Schilder wurden auf diesem Abschnitt trotz Genehmigung noch nicht aufgestellt. Die neue Interstate 269 wird diesen Teil der Strecke umgehen. Obwohl es bereits Pläne zu Fortsetzung weiter nördlich gibt, ist es unklar, ob diese in Tennessee jemals umgesetzt werden, denn der Bundesstaat hat wegen fehlenden Geldmitteln den Bau auf unbestimmte Zeit beendet. Auch an einem Abschnitt weiter nördlich wurden die Bauarbeiten für einige Jahre unterbrochen, doch mittlerweile wird dort wieder gebaut. Bis 2023 soll dieser Abschnitt fertig sein. Nach dessen Fertigstellung soll die I-55 westlich des Mississippi, die durch die I-155 an die I-69 angebunden werden soll, als Ersatz für das fehlende Stück Highway dienen.
In Kentucky folgt die I-69 vor allem Parkways, die ursprünglich als Toll Roads gebaut wurden. Um die I-69-Genehmigung 2008 zu erhalten, mussten die Highways zwar größtenteils umgebaut werden, um auf Interstate-Standards zu gelangen, dies war jedoch mit deutlich weniger Aufwand verbunden als in anderen Bundesstaaten, wo ganz neue Straßen gebaut werden mussten.
Am 31. August 2011 kündigte Kentuckys Gouverneur Steve Beshear an, dass auf der 17 Meilen (27 km) langen Überlappung der I-69 mit der I-24 und dem 38-Meilen-(61 km)-Abschnitt zwischen der I-24 und dem Pennyrile Parkway I-69-Schilder errichtet werden sollen. Am 25. Oktober 2011 wurde die I-69 auch auf einem 55-Meilen-(89 km)-Abschnitt der I-24 und zwischen Calvert City und Nortonville beschildert. Im Dezember 2012 wurden auch auf einem 38-Meilen-(61 km)-Abschnitt des Western Kentucky Parkway I-69-Schilder aufgestellt. Zusätzliche 43,6 Meilen (70,2 km) vom Western Kentucky Parkway zum Kentucky State Highway 425 wurden 2015 beschildert.  Der letzte Abschnitt Kentuckys erhielt die Bezeichnung I-69 im Juli 2018.
Die Gouverneure von Indiana und Kentucky einigten sich am 30. Juni 2016 darauf, 17 Millionen US-Dollar für Umwelt- und Baustudien auszugeben, um zu ermitteln, wie die beiden Staaten für eine Brücke über den Ohio River aufkommen sollen und wo sie verlaufen soll. Es handelt sich dabei um die zweite derartige Studie. Die erste Studie fand 2001 statt und ermittelte für das Jahr 2004 die voraussichtlichen Kosten für die Brücke, 1,4 Milliarden Dollar. Wegen fehlendem Geld wurde damals kein Umweltbericht verfasst. Seit 2004 haben die beiden Bundesstaaten beinahe ihre gesamten Abschnitte der I-69 fertiggestellt, die Brücke ist der einzige fehlende Abschnitt zwischen ihnen.
Der letzte fehlende Abschnitt südlich von Indianapolis wird entlang der State Route 37 von Martinsville zur Interstate 465 verlaufen. Der Bau begann 2019 mit voraussichtlichem Ende im Jahr 2024.[veraltet] Von dort aus soll sie auf dem Stadtring von Indianapolis, der I-465, zum ursprünglichen Abschnitt führen.